# Pulsatilla scherfelii
Pulsatilla scherfelii är en ranunkelväxtart som först beskrevs av Ullep., och fick sitt nu gällande namn av V. Skalick. Pulsatilla scherfelii ingår i släktet pulsatillor, och familjen ranunkelväxter. Inga underarter finns listade i Catalogue of Life.